# Reims Basket Féminin
Il Reims Basket Féminin è una società femminile di pallacanestro di Reims fondata nel 1946.